# داليكس
Categoría:Hombres
بيدرو ديفيد داليشيو توريس ( فيلادلفيا ، بنسلفانيا ، 7 أكتوبر 1990 ) ، المعروف باسمه المسرحي داليكس ، هو موسيقي ومغني أمريكي .
في السابق كان جزءًا من الثنائي جايما و داليكس مع خوان رودريغيز ؛ انفصل في عام 2017 ، يصبح فنان منفرد.